# Aída Merlano
Aída Merlano Rebolledo (Barranquilla, 21 de diciembre de 1980) es una abogada y política colombiana. 
Merlano fue elegida como miembro del Congreso de la República de Colombia en calidad de Representante a la Cámara por el partido Conservador para el período legislativo 2014-2018. Fue condenada por concierto para delinquir, delitos electorales y posesión ilegal de armas.
El 1 de octubre de 2019, Merlano se fugó de sus guardias mientras asistía a una cita odontológica. El 27 de enero de 2020, fue recapturada en Maracaibo por las Fuerzas de Acciones Especiales de la Policía Nacional Bolivariana de Venezuela, después de permanecer oculta entre las ciudades venezolanas de Maracaibo, y San Felipe.
El 10 de marzo de 2023 regresó a Colombia bajo la figura de extradición, según informó la cancillería colombiana.

## Biografía
Nació en Barranquilla en 1980. Desde su niñez le interesó participar en política, en la que debutó como líder civil en su ciudad natal en 1991. Estudió derecho en la Universidad Libre. Posteriormente incursionó como diputada del Atlántico desde 2011 hasta su renuncia en 2014 con las instrucciones de Roberto Gerlein y Efraín Cepeda del Partido Conservador en la cual fue seguidora del partido. En 2014 fue Miembro de la Cámara de Representantes de Colombia por Atlántico hasta 2018.

## Elección irregular como senadora

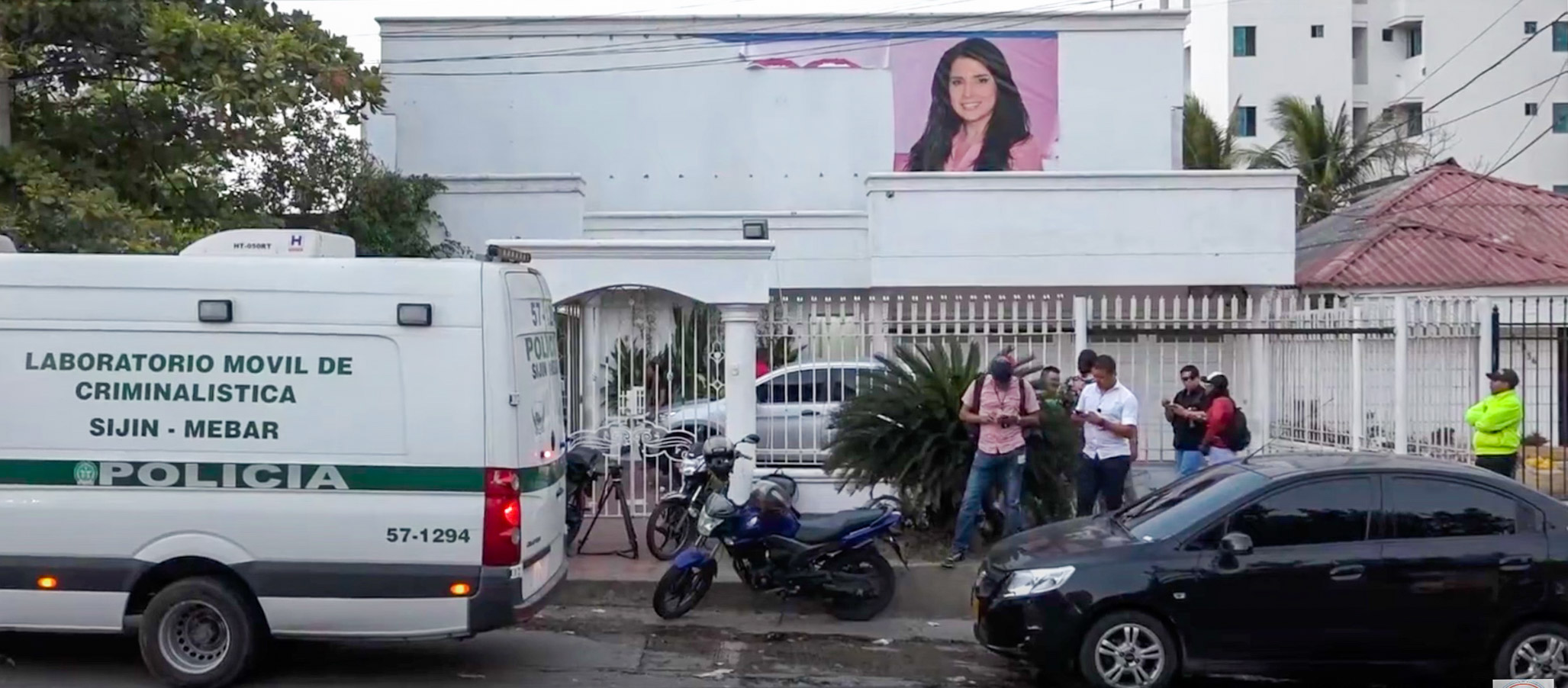
Sede de la campaña de Merlano en el momento del allanamiento en 2018.

En 2018 aspiró a ser Senadora de la República por el Partido Conservador y en las elecciones legislativas fue elegida como senadora. La Fiscalía General de la nación le emitió una orden de captura ya que se encontraron pruebas de que facilitó su campaña con la compra de votos, la actual exsenadora y prófuga de la justicia fue detenida en Barranquilla el día 11 de marzo, día de las elecciones luego de ser allanada su sede política (detención ratificada por la Corte Suprema de Justicia), se incautaron vídeos donde se observa a la electa senadora repartiendo dinero a líderes que se encargaban de pagar a los electores por su voto a favor de ella, como si se tratara de mercancía. Dos fuentes de financiación fueron identificadas para este fin: Una del sector público (a través de contratistas del Concejo de Barranquilla) y otra del sector privado (cobrando cheques de particulares que, sumados, excedían el valor límite establecido por ley para las campañas políticas) por el empresario Julio Gerlein. El 17 de abril fue recluida en la cárcel El Buen Pastor de Bogotá por el delito al sufragante. La Corte Suprema de Justicia la condenó a 15 años de prisión en septiembre de 2019.

## Fuga y captura

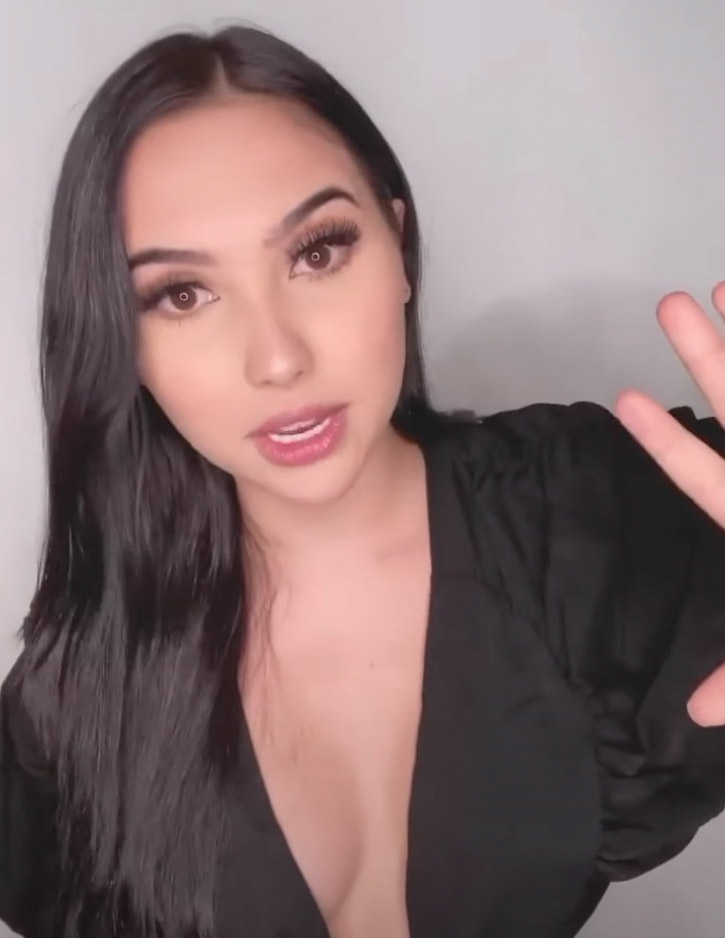
Aida Victoria Merlano, hija de la excongresista, fue acusada de auxiliar a su madre en la fuga.

El 1 de octubre de 2019, Merlano se fugó de las autoridades colombianas. Merlano cumplía una cita con el dentista en el Centro Médico de la Sabana, ubicado al norte de Bogotá, en horas de la mañana, lugar a donde fue trasladada acompañada por una guardiana. A las 3 de la tarde, se informó a la administración del centro médico sobre su ausencia. Según un vídeo emitido por el INPEC, Merlano descendió del tercer piso del centro médico por medio de una soga atada a una mesa, para después subir y escapar en una motocicleta, aparentemente asociada a la empresa Rappi, conducida por una persona desconocida. El escape de Merlano generó un alto impacto mediático y fue descrito como una «fuga de película». Por información que llevara a su captura, el gobierno colombiano estableció una recompensa de 200 000 000 de pesos. El 27 de enero del 2020 Merlano fue detenida en Maracaibo, Zulia, por la Guardia Nacional, siendo acusada de falsa identidad, uso de documento falso y asociación para delinquir.  Fue deportada a Colombia el 10 de marzo de 2023.
Aida Victoria Merlano, hija de la excongresista, fue condenada en 2022 por haber facilitado la fuga de su madre durante la cita odontológica. Según la Fiscalía, Aida Victoria ayudó a ingresar los elementos usados en el escape, como una cuerda, y coordinó aspectos logísticos clave del plan. Aunque la excongresista declaró que su hija no tuvo participación en la huida, el tribunal concluyó que Aida Victoria actuó como cómplice y la condenó a siete años y cinco meses de prisión domiciliaria por los delitos de favorecimiento de fuga y uso de menores para la comisión de delitos, ya que durante la operación de escape estuvo presente su hermano menor, quien habría sido utilizado como distracción o para facilitar el acceso al consultorio sin levantar sospechas.

### Denuncias por secuestro y violación
En febrero de 2022 Merlano reveló, desde su lugar de detención en Caracas, a la periodista María Jimena Duzán que fue víctima de secuestro y violación, señaló como culpables de dichos hechos a miembros de las familias Char y Gerlein, que según ella se unieron para intentar asesinarla. Merlano dijo que el plan de su fuga fue orquestado por dichas familias para evitar que ella declarara en contra de Arturo Char y otros implicados. Merlano alegó que su fuga fue orquestada por Alejandro Char quien la habría guiado hacia una casa donde un hombre conocido como «El Paisa», que estaba a cargo de su custodia, la violó y la golpeó. Según el relato de Merlano, había una orden para asesinarla y desaparecer su cadáver.

## Escándalo de corrupción en el Caribe colombiano
El 20 de enero de 2022 Merlano publicó una misiva, la cual conoció en exclusiva el medio Semana. La ex congresista aseguró que estaría dispuesta a no guardarse nada y demostrar varias pruebas que dejarían en el ojo del huracán a tres de las familias más poderosas en la arena política de la Costa Caribe, mencionando a los Gerlein, a los senadores José David Name y Laureano Acuña, y prometió revelar todo el entramado de corrupción de su departamento si la justicia le otorgaba un principio de oportunidad.
El 5 de febrero de 2022 Merlano aseguró haber tenido una relación sentimental con el exalcalde de Barranquilla Alejandro Char, entregó fotografías para comprobar esto y además aseguró que Char le dio una bolsa con $500,000.000 COP para financiar su campaña en el año 2018. Posterior a esto, Darío Bazzani, abogado de Char, anunció el 7 de febrero a través de un comunicado público que se evaluaba anexar una denuncia por falso testimonio a la ya instaurada en contra de Merlano dos años atrás, cuando mencionó el nombre del exalcalde de Barranquilla en una entrevista.